# Gérald Cortot
Gérald Cortot est un homme politique indépendantiste néo-calédonien, né à Nouméa (Nouvelle-Calédonie) en 1949. Il est membre du gouvernement de la Nouvelle-Calédonie depuis que celui-ci a été créé en 1999 par la loi organique issue de l'accord de Nouméa jusqu'aux élections provinciales du 10 mai 2009. Il est ainsi, après Déwé Gorodey et avec Maurice Ponga, l'un des hommes politiques néo-calédoniens à avoir servi le plus longtemps au sein de l'exécutif de cette collectivité à ce jour. Il est aussi l'un des deux vice-présidents de l'Union calédonienne jusqu'en 2009.   

## Formation et vie professionnelle
Il a fait des études techniques pour ensuite devenir professeur au lycée technique et professionnel de Païta.  

## Le militant de l'Union calédonienne

### De collaborateur de Tjibaou au-devant de la scène politique
Engagé dès les années 1970 au sein de l'Union calédonienne, parti jusque-là autonomiste et centriste qui amorçaient alors son évolution vers la défense de l'indépendantisme socialiste, sous la conduite de Jean-Marie Tjibaou. Il devient d'ailleurs un proche collaborateur de ce dernier, et en est le directeur de cabinet lorsque le leader indépendantiste accède successivement à la présidence du Conseil de gouvernement (de 1982 à 1984) puis de l'Assemblée de la Région Nord tout juste créée par le statut Fabius-Pisani (de 1985 à 1986). Il fait alors partie des quelques descendants d'européens installés depuis plusieurs générations en Nouvelle-Calédonie (plus généralement appelés « Caldoches ») à prendre faits et causes pour l'« indépendance kanak socialiste » (IKS) voulue par Tjibaou. 
Il reste toutefois pendant longtemps un homme de l'ombre. Présenté par le FLNKS aux élections territoriales de 1999 en Province Sud, il n'est pas élu, étant alors en 8e position de la liste qui n'obtient que 6 sièges dans une province largement dominée politiquement par les anti-indépendantistes. 

### Le membre du gouvernement
Lorsque le Congrès de la Nouvelle-Calédonie fraichement élu doit désigner le tout nouveau gouvernement collégial, il est en 3e position de la liste unitaire indépendantiste, derrière Rock Wamytan (alors président du FLNKS et de l'UC) et Déwé Gorodey (membre du Palika), il accède donc pour la première fois à l'exécutif calédonien, pour ne plus jamais le quitter. 
Il fait partie de la fronde au sein de l'UC, essentiellement composée de jeunes cadres du parti (dont, outre Cortot, Pascal Naouna, Cézelin Tchoeaoua et Charles Pidjot), menée par Bernard Lepeu contre son président Rock Wamytan et les autres composantes du FLNKS. Cette dissidence est alors parfois surnommée le « G7 », car le groupe qu'elle forme au Congrès, distinct des autres élus FLNKS, est composé de sept membres. Ainsi, en 2001, lors du renouvellement du gouvernement, cette fois-ci les indépendantistes ne se mettent pas d'accord et les élus du « G7 » présentent leur propre liste menée par Gérald Cortot, celui-ci en étant donc le seul élu. Ce scénario se reproduisit par la suite lors de tous les renouvellements de l'exécutif, sauf en 2008 lorsque le FLNKS fit à nouveau front commun derrière une liste unitaire qui obtint 4 élus (2 UNI-Palika et 2 UC, dont Cortot).    
Quoi qu'il en soit, cette jeune génération très critique à l'égard de la vieille garde du front indépendantiste, lui reprochant notamment de n'être pas assez combative à l'égard des anti-indépendantistes du RPCR, finit par prendre la direction de l'UC en 2001 (Pascal Naouna en étant élu président) et chasser Rock Wamytan de la présidence du FLNKS (depuis lors le front indépendantiste n'a pas réussi à choisir un nouveau leader unitaire, ses différentes composantes ne réussissant pas à se mettre d'accord sur un nom). Dans cette logique, le 13 novembre 2002, Gérald Cortot démissionne du gouvernement et tous ses suivants de liste refusent de le remplacer, afin de protester contre « le non-fonctionnement de la collégialité » au sein de l'exécutif, entraînant donc de fait la chute du premier gouvernement de Pierre Frogier.
Il a été chargé successivement au sein du gouvernement des secteurs suivants : 
- Gouvernement de Jean Lèques (02/06/1999-19/03/2001), premier gouvernement de Pierre Frogier (05/04/2001-13/11/2002) : Équipement.
- deuxième gouvernement de Pierre Frogier (03/12/2002-09/05/2004) : Voirie et Transports terrestres.
- premier gouvernement de Marie-Noëlle Thémereau (10/06/2004) et premier gouvernement d'Harold Martin (06/08/2007) : sans secteur attribué, le gouvernement ayant immédiatement chuté à la suite de la démission collective de ses membres Rassemblement-UMP pour le gouvernement Thémereau I en 2004 et de ses membres FLNKS pour le gouvernement Martin I en 2007.
- deuxième gouvernement de Marie-Noëlle Thémereau (02/07/2004-23/07/2007) et deuxième gouvernement d'Harold Martin (23/08/2007-09/05/2009) : Transports terrestres et maritimes, des Infrastructures et de l'Énergie, également chargé du Schéma d'aménagement et de développement de Nouvelle-Calédonie.

Il est donc chargé sur pratiquement toute la période allant 1999 à 2009 de lutter contre l'un des principaux fléaux en Nouvelle-Calédonie, à savoir l'insécurité routière, la collectivité ultramarine connaissant en effet chaque année un nombre considérable d'accidents mortels sur la route, dont beaucoup sont causés par l'alcool.

### Conseiller municipal deNouméa
Lors des élections municipales de 2001 à Nouméa, bastion du parti loyaliste historique RPCR, il forme une liste commune entre l'UC et « Calédonie mon pays », un petit parti se disant « accordiste » (refusant de se positionner sur l'avenir institutionnel mais se battant pour la création d'un « pays » calédonien par l'union des communautés, selon l'esprit de l'accord de Nouméa) et dont les membres sont essentiellement issus de la société civile à l'instar de son leader Jean-Raymond Postic. Cette liste, baptisée « Alternatives citoyennes », obtient 7,6 % des suffrages lors du premier et unique tour, ce qui lui permit d'obtenir 2 élus (Cortot et Postic) sur 49. Gérald Cortot fut ainsi le seul membre ouvertement indépendantiste du conseil municipal du chef-lieu du Territoire de 2001 à 2008. Il ne s'est pas représenté lors des municipales de 2008, préférant se consacrer à ses responsabilités au gouvernement.